# The Man and the Moment (film fra 1918)
The Man and the Moment er en britisk stumfilm fra 1918 af Arrigo Bocchi.

## Medvirkende
- Manora Thew - Sabine Delburg
- Hayford Hobbs - Michael Arranstoun
- Charles Vane - Henry Fordyce
- Maud Cressall - Morava
- Peggy Carlisle - Van der Water